# 메사이트과
메사이트과(Mesitornithidae)는 조류과의 하나이다. 메사이트목(Mesitornithiformes)의 유일한 과이다.

## 분포
가장 흔한 종인 갈색메사이트는 마다가스카르섬 동부의 우림에서 발견된다. 흰가슴메사이트는 마다가스카르섬 북서부 지역의 건조 낙엽수림을 포함한 지역에 파편적으로 서식한다. 준사막메사이트는 섬 남서부 지역의 가시숲에 제한적으로 분포한다.

## 형태
몸길이는 25~30cm이다. 가슴뼈가 퇴화하여 흔적만 남아있어 거의 날지 못한다. 뒷다리는 튼튼하고 제1지관절이 있다. 발가락 사이에 물갈퀴가 없다. 알은 회백색을 띠고 갈색 반점이 있다.

## 하위 종
2개 속에 3종을 포함하고 있다.
- 모니아스속 (Monias) Oustalet & Grandidier, 1903
  - 준사막메사이트 (M. benschi) Oustalet & Grandidier, 1903
- 메시토르니스속 (Mesitornis) Bonaparte, 1855 [Mesites Geoffroy, 1838 non Schoenherr, 1838; Mesoenas Reichenbach, 1861]
  - 흰가슴메사이트 (M. variegata) (Saint-Hilaire, 1838)
  - 갈색메사이트 (M. unicolor) (Des Murs, 1845)

## 계통 분류
2021년 브라운(Braun)과 킴볼(Kimball) 등의 연구에 의한 신조류 계통 분류이다.

|  | 비둘기목                                                |
|  |                                                         |
|  | \| \| 사막꿩목 \| \| \| \| \| \| 메사이트목 \| \| \| \| |
|  |                                                         |
|  | 사막꿩목                                                |
|  |                                                         |
|  | 메사이트목                                              |
|  |                                                         |

|  | 사막꿩목   |
|  |            |
|  | 메사이트목 |
|  |            |

|  | 두견목 |
|  |        |
|  | 느시목 |
|  |        |

|  | 수조류   |
|  |          |
|  | 뱀눈새류 |
|  |          |

|  | 두견목 |
|  |        |
|  | 느시목 |
|  |        |

|  | 수조류   |
|  |          |
|  | 뱀눈새류 |
|  |          |

|  | 비둘기목                                                |
|  |                                                         |
|  | \| \| 사막꿩목 \| \| \| \| \| \| 메사이트목 \| \| \| \| |
|  |                                                         |
|  | 사막꿩목                                                |
|  |                                                         |
|  | 메사이트목                                              |
|  |                                                         |

|  | 사막꿩목   |
|  |            |
|  | 메사이트목 |
|  |            |

|  | 두견목 |
|  |        |
|  | 느시목 |
|  |        |

|  | 수조류   |
|  |          |
|  | 뱀눈새류 |
|  |          |

|  | 두견목 |
|  |        |
|  | 느시목 |
|  |        |

|  | 수조류   |
|  |          |
|  | 뱀눈새류 |
|  |          |